# Fahrschulpanzer

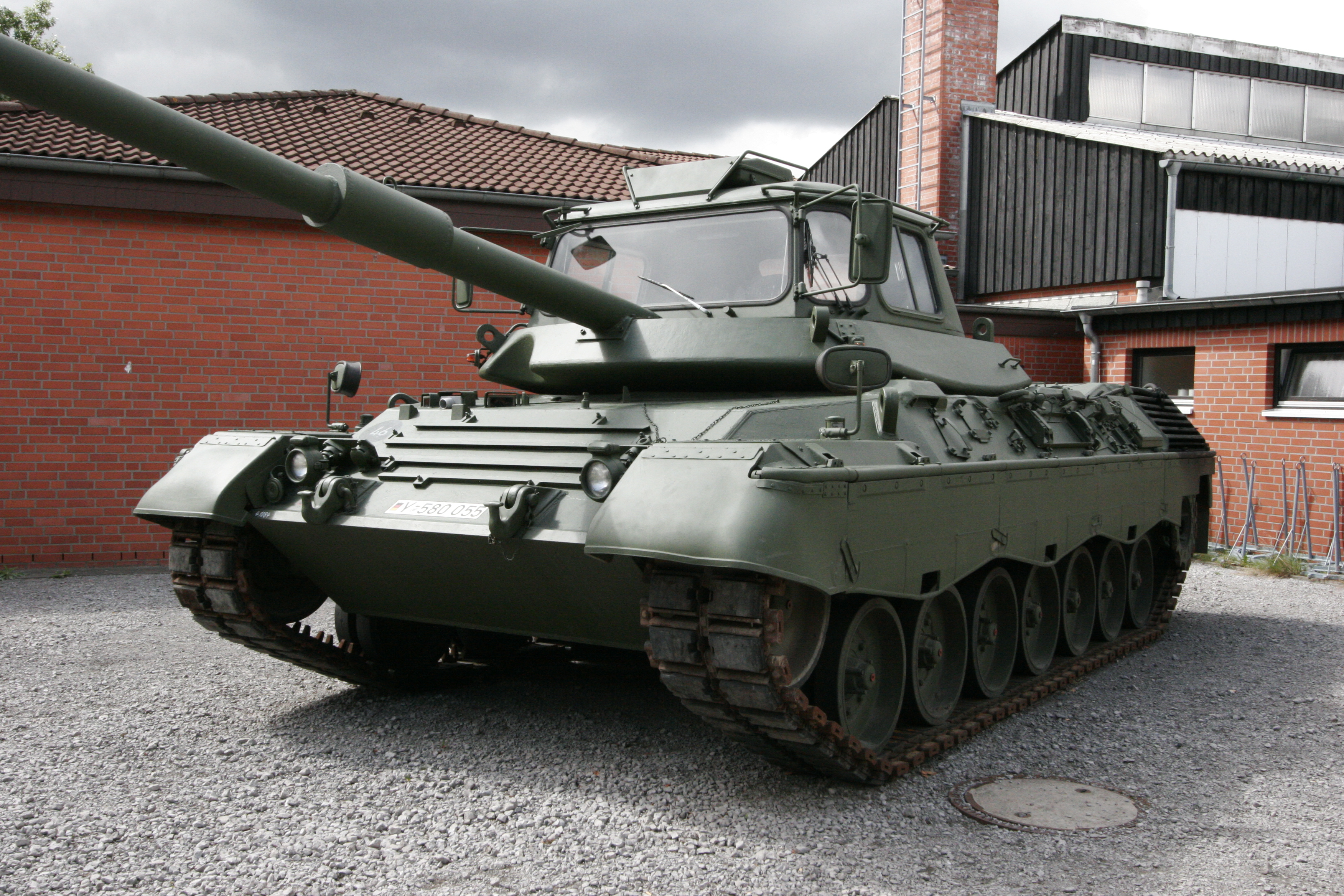
Fahrschulpanzer Leopard 1

Als Fahrschulpanzer werden Kampfpanzer, Schützenpanzer, Mannschaftstransportwagen und Panzerhaubitzen bezeichnet, die bei der Grundausbildung von Fahrern eingesetzt werden.
Die ersten Fahrschulpanzer waren unveränderte Ausführungen des jeweiligen Fahrzeugs, welche zu Lehrzwecken abgestellt waren und daher zur Not ohne notwendige Veränderung Gefechtsverbänden hätten zugeführt werden können. Der Fahrlehrer konnte bei diesen Fahrzeugen nicht eingreifen und lehrte den Fahrschüler von der Kommandantenluke aus. Diese „Art“ von Fahrschulpanzern wurden zum Teil noch bei der Bundeswehr eingesetzt.
Bei heutigen Fahrschulpanzern handelt es sich um angepasste Ausführungen des jeweiligen Fahrzeugs, welche dank gleicher Wanne und ähnlicher Gewichtsverteilung die gleichen Fahreigenschaften wie die Urausführung haben, aber sich besser zum Lehren eignen.
Damit die Fahrlehrer einen besseren Überblick auf die Verkehrslage haben, sitzen sie erhöht in einem verglasten Aufbau. Der Fahrlehrer kann in die Steuerung des Panzers eingreifen.
Neben diesen Fahrzeugen werden heutzutage auch Simulatoren eingesetzt, welche vor allem bei Fahranfängern den Vorteil haben, dass beim Fahren weder durch den Verbrauch von Treibstoff als auch durch versehentliche Sachbeschädigung (z. B. Schilder, Zäune) größere Kosten entstehen.